# 奥克格罗夫 (西卡罗尔堂区)
奥克格罗夫（英語：Oak Grove）是美国路易斯安那州下属的一座城市。根据2010年美国人口普查，该市有人口1,727人。建置上，属于“town”。